# Cantone di Mer
Il Cantone di Mer era una divisione amministrativa dell'arrondissement di Blois.
È stato soppresso a seguito della riforma complessiva dei cantoni del 2014, che è entrata in vigore con le elezioni dipartimentali del 2015.
Comprendeva i comuni di:
- Avaray
- La Chapelle-Saint-Martin-en-Plaine
- Courbouzon
- Cour-sur-Loire
- Lestiou
- Maves
- Menars
- Mer
- Mulsans
- Suèvres
- Villexanton